# پل شمالی

یک طرج معمولی از پل شمالی/جنوبی

پل شمال (به انگلیسی: Northbridge) یا هُست بِرِج (به انگلیسی: Host bridge) به یکی از دو تراشه اصلی در مادربرد رایانه‌های شخصی اشاره دارد. تراشه اصلی دیگر پل جنوبی است. معمولاً پل شمالی کارهای قوی تری را نسبت به پل جنوبی انجام می‌دهد. تمایز پل شمالی با پل جنوبی در این است که پل شمالی مستقیماً با پردازنده مرکزی ارتباط دارد، ولی پل جنوبی با یک گذرگاه (Bus) ابتدا به پل شمالی و سپس به پردازنده متصل می شود.